# Bercenay-en-Othe
Pour les articles homonymes, voir Othe (homonymie).
Bercenay-en-Othe est une commune française, située dans le département de l'Aube en région Grand Est.

## Géographie
| Chennegy       |                  | Vauchassis |
|                | Bercenay-en-Othe |            |
| Maraye-en-Othe |                  |            |

### Localisation
La commune est située au cœur du pays d'Othe, à vol d'oiseau à 16,4 km au sud-ouest de Troyes.

### Géologie et relief
La superficie de la commune est de 1 785 hectares ; son altitude varie entre 164 et 282 mètres.

### Hydrographie
La commune est dans la région hydrographique « la Seine de sa source au confluent de l'Oise (exclu) » au sein du bassin Seine-Normandie. Elle est drainée par l'Ancre et le ru de Champcharme,.
L'Ancre, d'une longueur de 16 km, prend sa source dans la commune de Maraye-en-Othe et se jette  dans la Vanne à Estissac, après avoir traversé quatre communes.

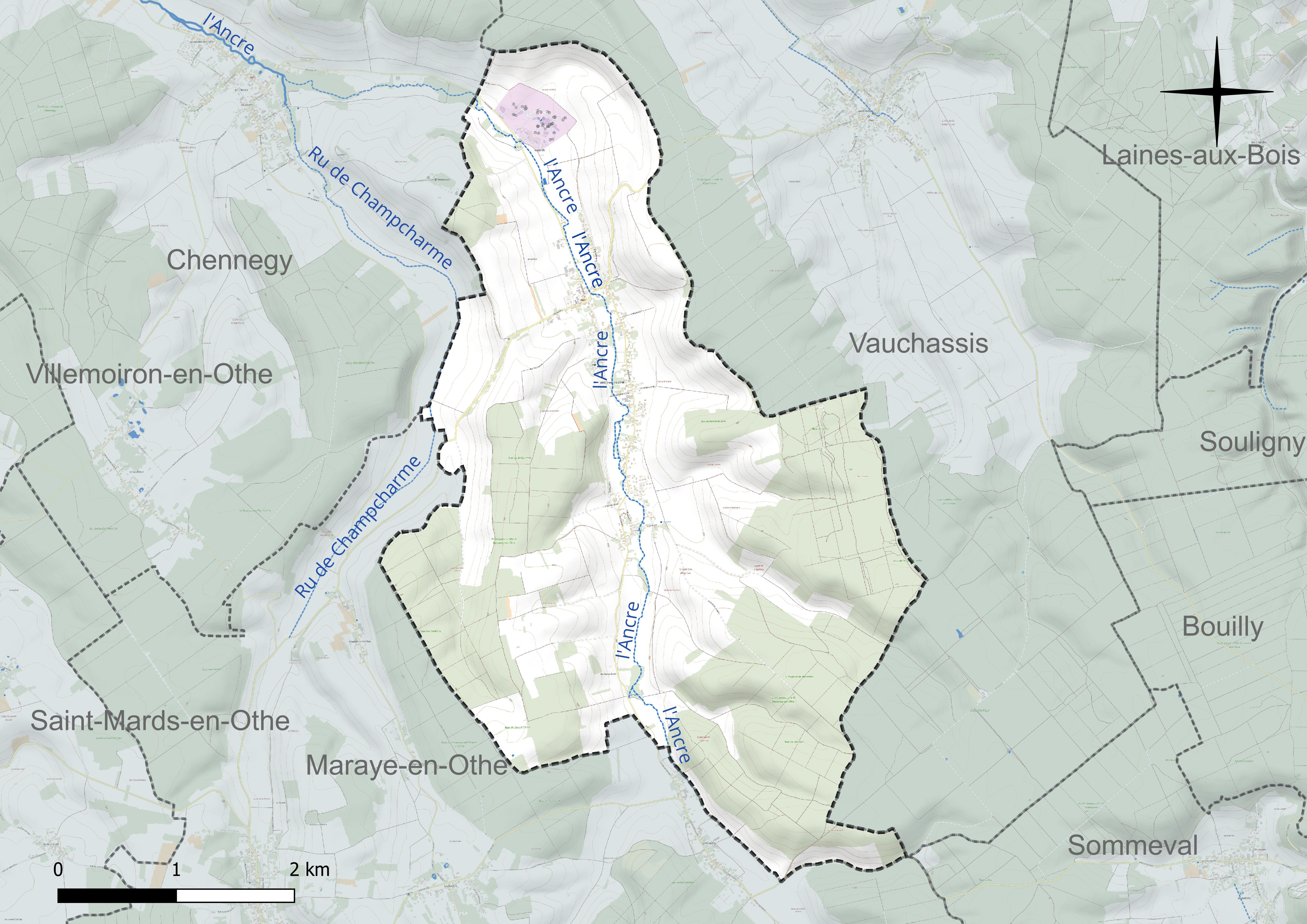
Réseau hydrographique de Bercenay-en-Othe.

### Climat
Pour des articles plus généraux, voir Climat du Grand Est et Climat de l'Aube.
En 2010, le climat de la commune est de type climat océanique dégradé des plaines du Centre et du Nord, selon une étude du Centre national de la recherche scientifique s'appuyant sur une série de données couvrant la période 1971-2000. En 2020, Météo-France publie une typologie des climats de la France métropolitaine dans laquelle la commune est exposée à un climat océanique altéré et est dans une zone de transition entre les régions climatiques « Nord-est du bassin Parisien » et « Lorraine, plateau de Langres, Morvan ».
Pour la période 1971-2000, la température annuelle moyenne est de 10,4 °C, avec une amplitude thermique annuelle de 15,8 °C. Le cumul annuel moyen de précipitations est de 831 mm, avec 12,2 jours de précipitations en janvier et 7,8 jours en juillet. Pour la période 1991-2020, la température moyenne annuelle observée sur la station météorologique de Météo-France la plus proche, « Saint-Mards », sur la commune de Saint-Mards-en-Othe à 8 km à vol d'oiseau, est de 11,1 °C et le cumul annuel moyen de précipitations est de 759,6 mm. 
La température maximale relevée sur cette station est de 41,2 °C, atteinte le 25 juillet 2019 ; la température minimale est de −21,3 °C, atteinte le 2 janvier 1997,,.
Les paramètres climatiques de la commune ont été estimés pour le milieu du siècle (2041-2070) selon différents scénarios d'émission de gaz à effet de serre à partir des nouvelles projections climatiques de référence DRIAS-2020. Ils sont consultables sur un site dédié publié par Météo-France en novembre 2022.

## Urbanisme

### Typologie
Au 1er janvier 2024, Bercenay-en-Othe est catégorisée commune rurale à habitat dispersé, selon la nouvelle grille communale de densité à 7 niveaux définie par l'Insee en 2022.
Elle est située hors unité urbaine. Par ailleurs la commune fait partie de l'aire d'attraction de Troyes, dont elle est une commune de la couronne,. Cette aire, qui regroupe 209 communes, est catégorisée dans les aires de 200 000 à moins de 700 000 habitants,.

### Occupation des sols
L'occupation des sols de la commune, telle qu'elle ressort de la base de données européenne d’occupation biophysique des sols Corine Land Cover (CLC), est marquée par l'importance des territoires agricoles (55,2 % en 2018), une proportion sensiblement équivalente à celle de 1990 (55,9 %). La répartition détaillée en 2018 est la suivante : 
terres arables (53 %), forêts (39,4 %), zones urbanisées (3,8 %), zones agricoles hétérogènes (2,2 %), milieux à végétation arbustive et/ou herbacée (1,7 %). L'évolution de l’occupation des sols de la commune et de ses infrastructures peut être observée sur les différentes représentations cartographiques du territoire : la carte de Cassini (XVIIIe siècle), la carte d'état-major (1820-1866) et les cartes ou photos aériennes de l'IGN pour la période actuelle (1950 à aujourd'hui).

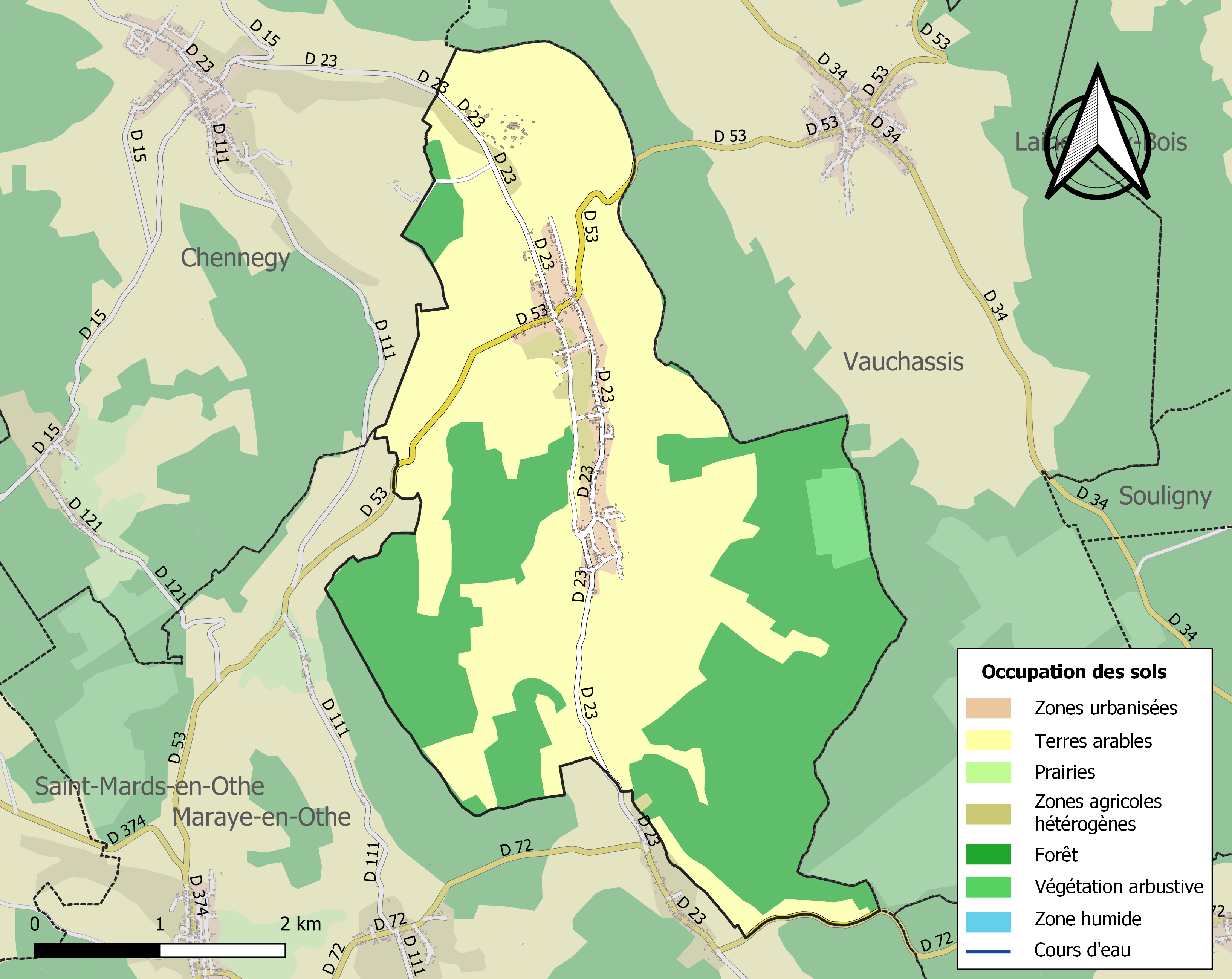
Carte des infrastructures et de l'occupation des sols de la commune en 2018 (CLC).

### Morphologie urbaine
Outre le bourg, le territoire de la commune comprend trois hameaux : Bercenelle, Concise et Vallée.

### Logement
En 2009, le nombre total de logements dans la commune était de 200, alors qu'il était de 189 en 1999.
Parmi ces logements, 81,3 % étaient des résidences principales, 13,3 % des résidences secondaires et 5,3 % des logements vacants. Ces logements étaient tous des maisons individuelles.
La proportion des résidences principales, propriétés de leurs occupants était de 84,9 %, en hausse sensible par rapport à 1999 (77,3 %). La part de logements HLM loués vides (logements sociaux) était de 7,6 % contre 9,9 % en 1999.

## Politique et administration

### Administration municipale
Le nombre d'habitants au dernier recensement étant compris entre 100 et 499, le nombre de membres du conseil municipal est de 11.

### Liste des maires

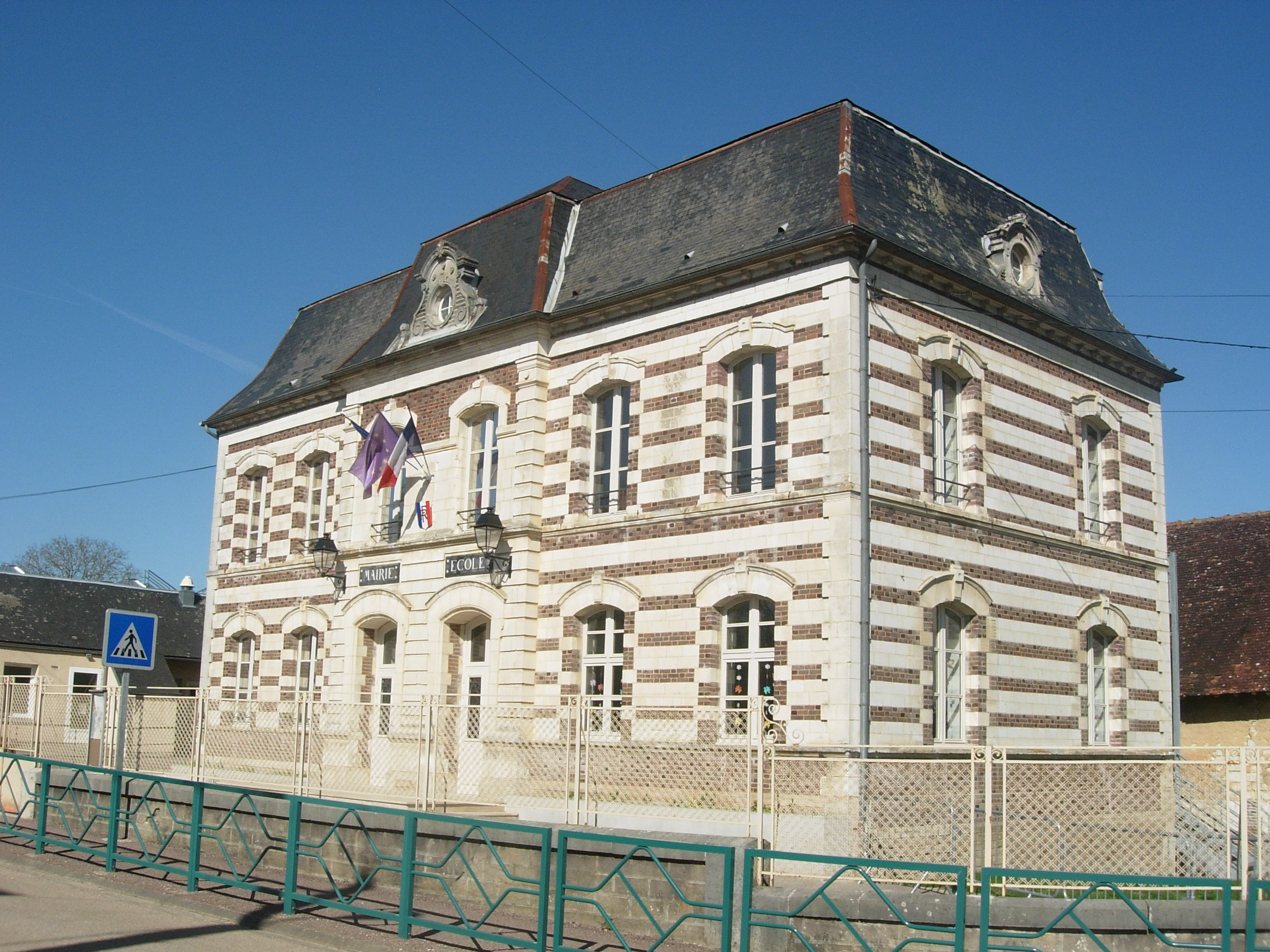
La mairie.

| Période                                  | Période   | Identité                                              | Étiquette | Qualité         |
| ---------------------------------------- | --------- | ----------------------------------------------------- | --------- | --------------- |
| Les données manquantes sont à compléter. |           |                                                       |           |                 |
| 1905                                     | 1920      | A. Siron                                              |           |                 |
| mars 2001                                | mars 2008 | Jean-Michel Cholet                                    |           |                 |
| mars 2008                                | En cours  | Jean-Pierre Gitzhoffen Réélu pour le mandat 2020-2026 | DVD       | Agent technique |

## Population et société

### Démographie
L'évolution du nombre d'habitants est connue à travers les recensements de la population effectués dans la commune depuis 1793. Pour les communes de moins de 10 000 habitants, une enquête de recensement portant sur toute la population est réalisée tous les cinq ans, les populations de référence des années intermédiaires étant quant à elles estimées par interpolation ou extrapolation. Pour la commune, le premier recensement exhaustif entrant dans le cadre du nouveau dispositif a été réalisé en 2005.

En 2022, la commune comptait 419 habitants, en évolution de −11,6 % par rapport à 2016 (Aube : +0,7 %, France hors Mayotte : +2,11 %).
| 1793 | 1800 | 1806 | 1821 | 1831 | 1836 | 1841 | 1846 | 1851 |
| ---- | ---- | ---- | ---- | ---- | ---- | ---- | ---- | ---- |
| 410  | 502  | 526  | 445  | 538  | 596  | 622  | 607  | 633  |

| 1856 | 1861 | 1866 | 1872 | 1876 | 1881 | 1886 | 1891 | 1896 |
| ---- | ---- | ---- | ---- | ---- | ---- | ---- | ---- | ---- |
| 616  | 649  | 654  | 606  | 599  | 544  | 520  | 473  | 488  |

| 1901 | 1906 | 1911 | 1921 | 1926 | 1931 | 1936 | 1946 | 1954 |
| ---- | ---- | ---- | ---- | ---- | ---- | ---- | ---- | ---- |
| 452  | 428  | 383  | 321  | 291  | 273  | 243  | 299  | 292  |

| 1962 | 1968 | 1975 | 1982 | 1990 | 1999 | 2005 | 2006 | 2010 |
| ---- | ---- | ---- | ---- | ---- | ---- | ---- | ---- | ---- |
| 272  | 232  | 206  | 329  | 420  | 380  | 368  | 363  | 437  |

| 2015 | 2020 | 2022 | - | - | - | - | - | - |
| ---- | ---- | ---- | - | - | - | - | - | - |
| 469  | 432  | 419  | - | - | - | - | - | - |

### Enseignement
Bercenay-en-Othe est située dans l'académie de Reims.
Elle administre une école maternelle et une école élémentaire regroupant 153 élèves en 2013-2014.

### Manifestations culturelles et festivités
En 2014, le premier festival de théâtre est créé dans la commune, à l'initiative de l’association des Christodiles.

### Cultes

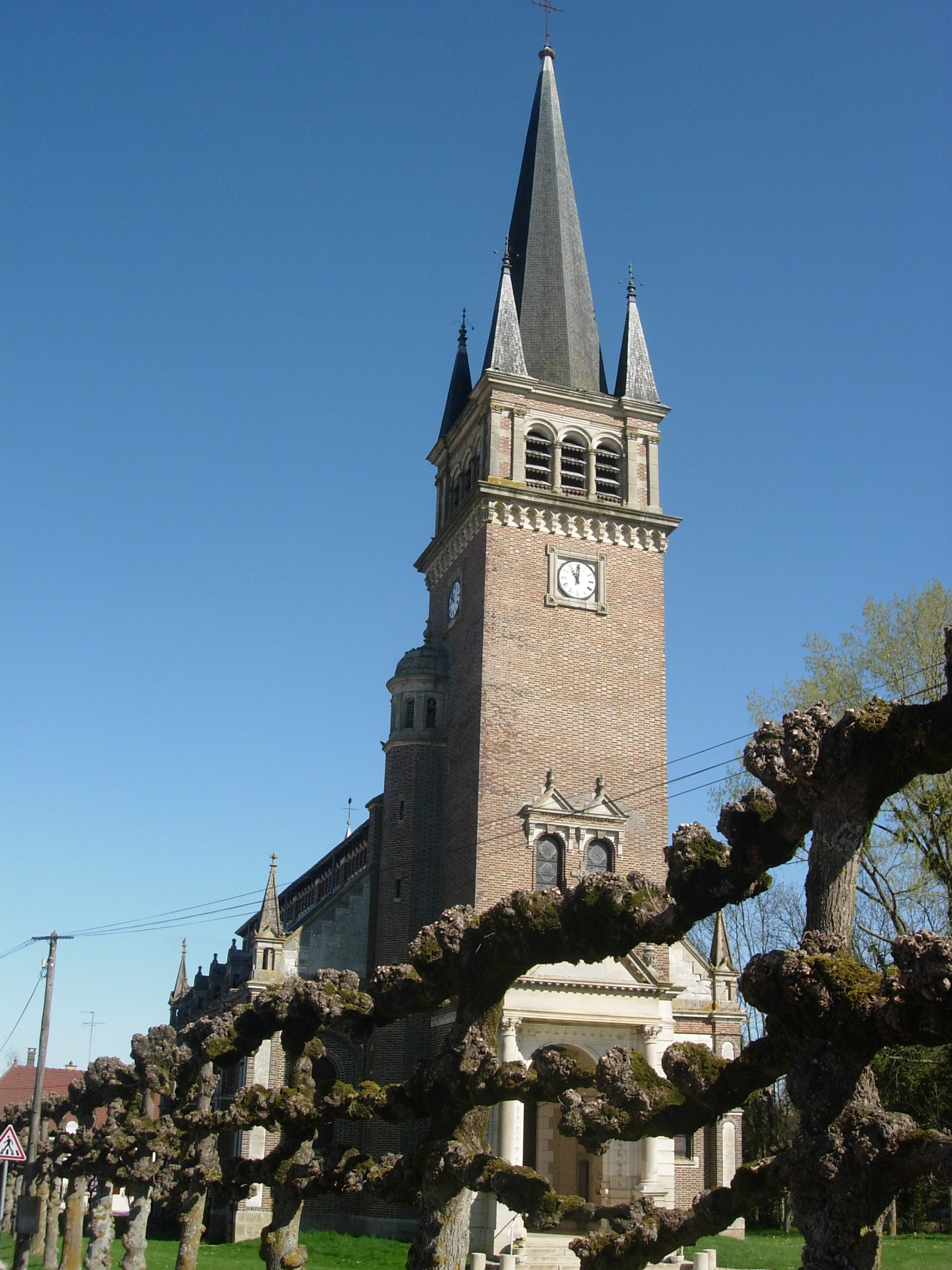
L'église.

Le territoire de la commune dépend de la paroisse catholique d'Estissac au sein de l'espace pastoral « Forêts d’Othe et d’Armance » dans le diocèse de Troyes.

## Économie

### Revenus de la population et fiscalité
En 2011, le revenu fiscal médian par ménage était de 34 381 €, ce qui plaçait Bercenay-en-Othe au 8 653e rang parmi les 31 886 communes de plus de 49 ménages en métropole.
En 2009, 42,2 % des foyers fiscaux n'étaient pas imposables.

### Emploi
En 2009, la population âgée de 15 à 64 ans s'élevait à 267 personnes, parmi lesquelles on comptait 77,4 % d'actifs dont 72,4 % ayant un emploi et 4,9 % de chômeurs.
On comptait 78 emplois dans la zone d'emploi, contre 176 en 1999. Le nombre d'actifs ayant un emploi résidant dans la zone d'emploi étant de 196, l'indicateur de concentration d'emploi est de 39,8 %, ce qui signifie que la zone d'emploi offre un peu plus d'un emploi pour trois habitants actifs.

### Entreprises et commerces
Au 31 décembre 2010, Bercenay-en-Othe comptait 32 établissements : 9 dans l’agriculture-sylviculture-pêche, 2 dans l'industrie, 7 dans la construction, 10 dans le commerce-transports-services divers et 4 étaient relatifs au secteur administratif.
En 2011, 4 entreprises ont été créées à Bercenay-en-Othe.

## Culture locale et patrimoine

### Lieux et monuments

#### Monuments
L'église Saint-Antoine de Bercenay-en-Othe a été construite en 1883. Le lavoir et la mairie sont du XIXe siècle.

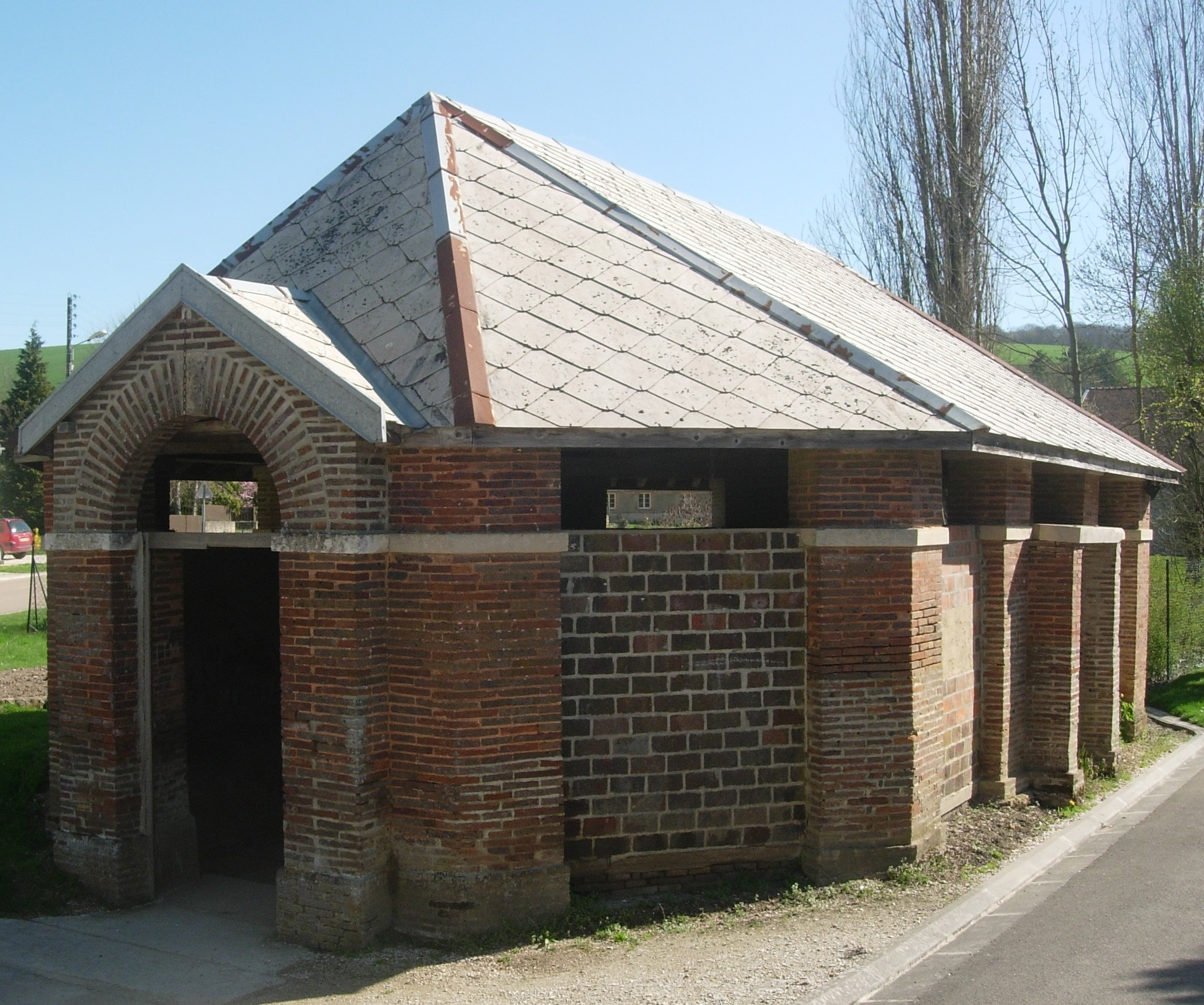
Le lavoir.
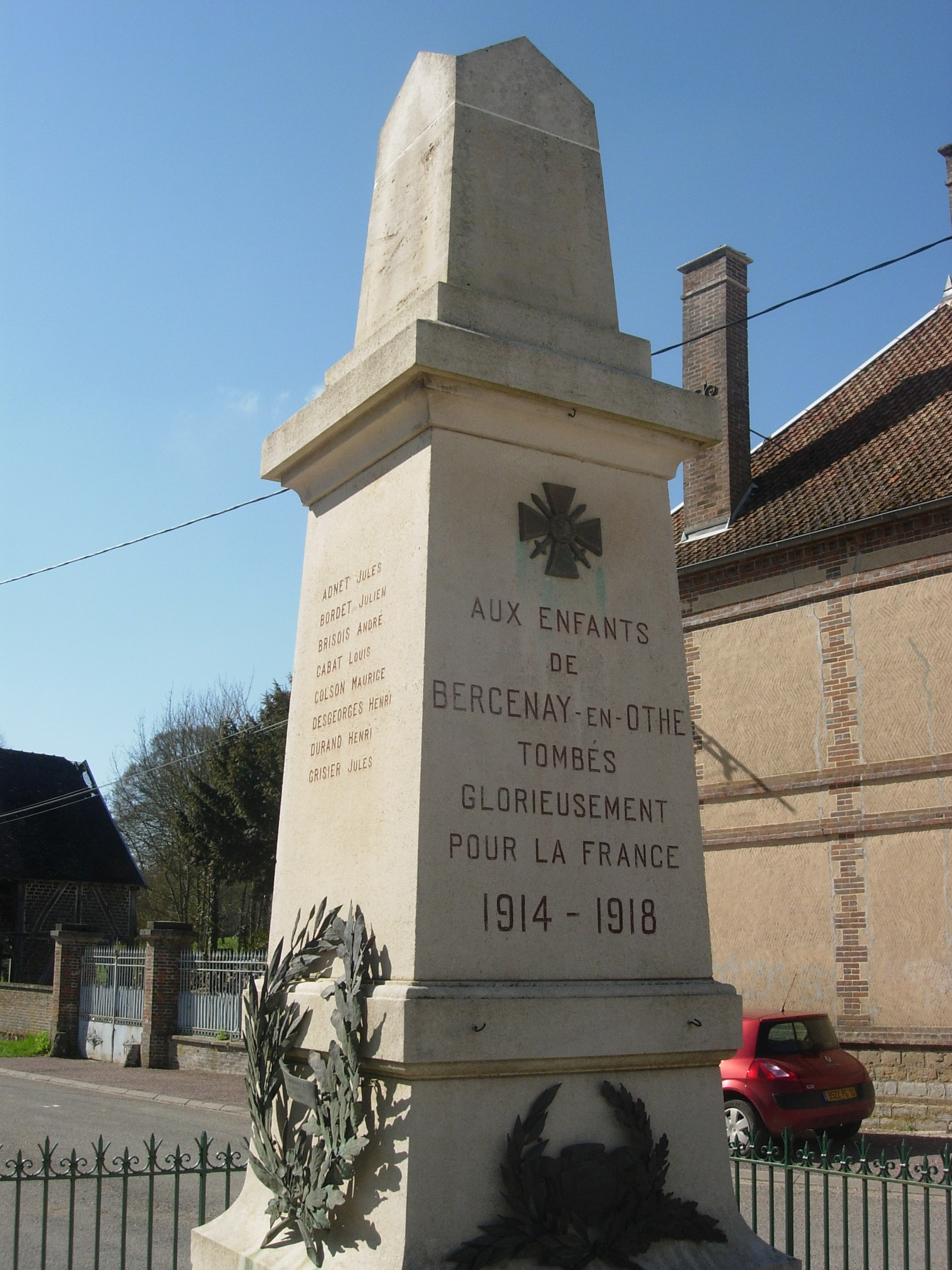
Le monument aux morts.
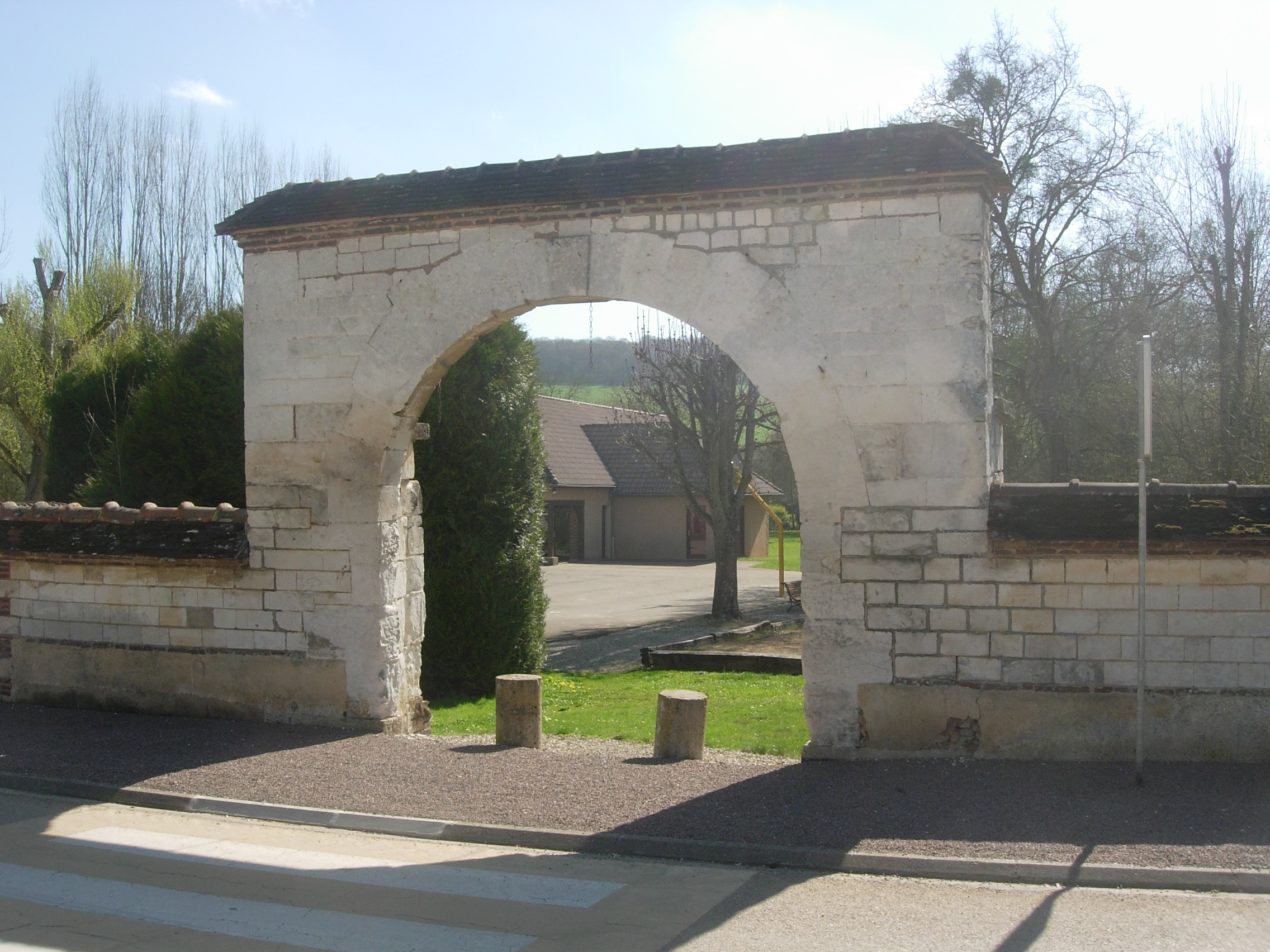
Un porche.
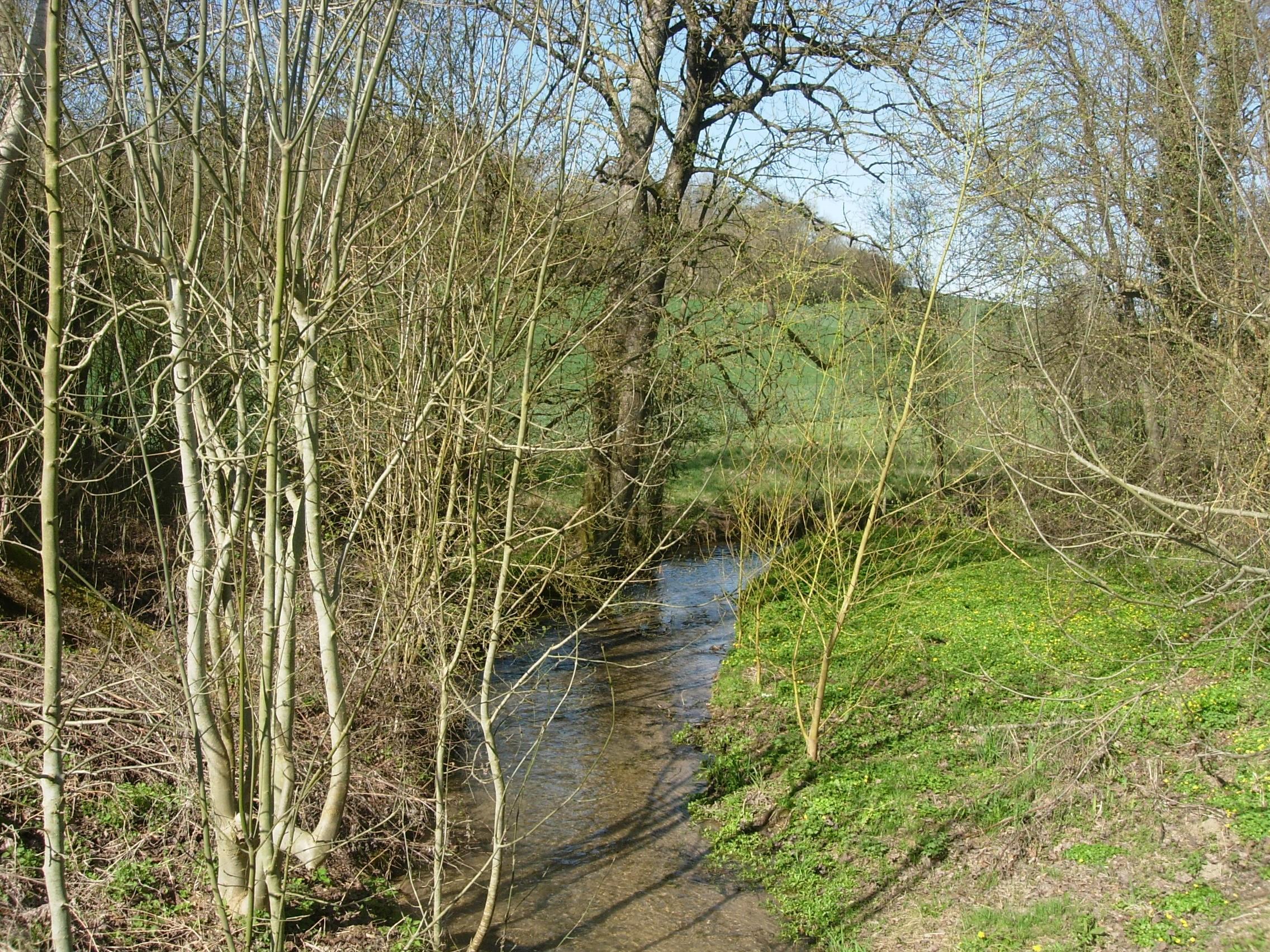
L'Ancre à Bercenay-en-Othe.

#### Téléport
Bercenay-en-Othe abrite, depuis 1975, un téléport (centre de télécommunications spatiales) qui compte, en 2014, 26 antennes dont les diamètres vont de 1,5 m à 32,5 m (antenne BY4). Les principaux réseaux couverts sont : Intelsat, Eutelsat, Arabsat, NSS, Telecom 2. Ce téléport, propriété du groupe Orange, est le plus grand d'Europe.

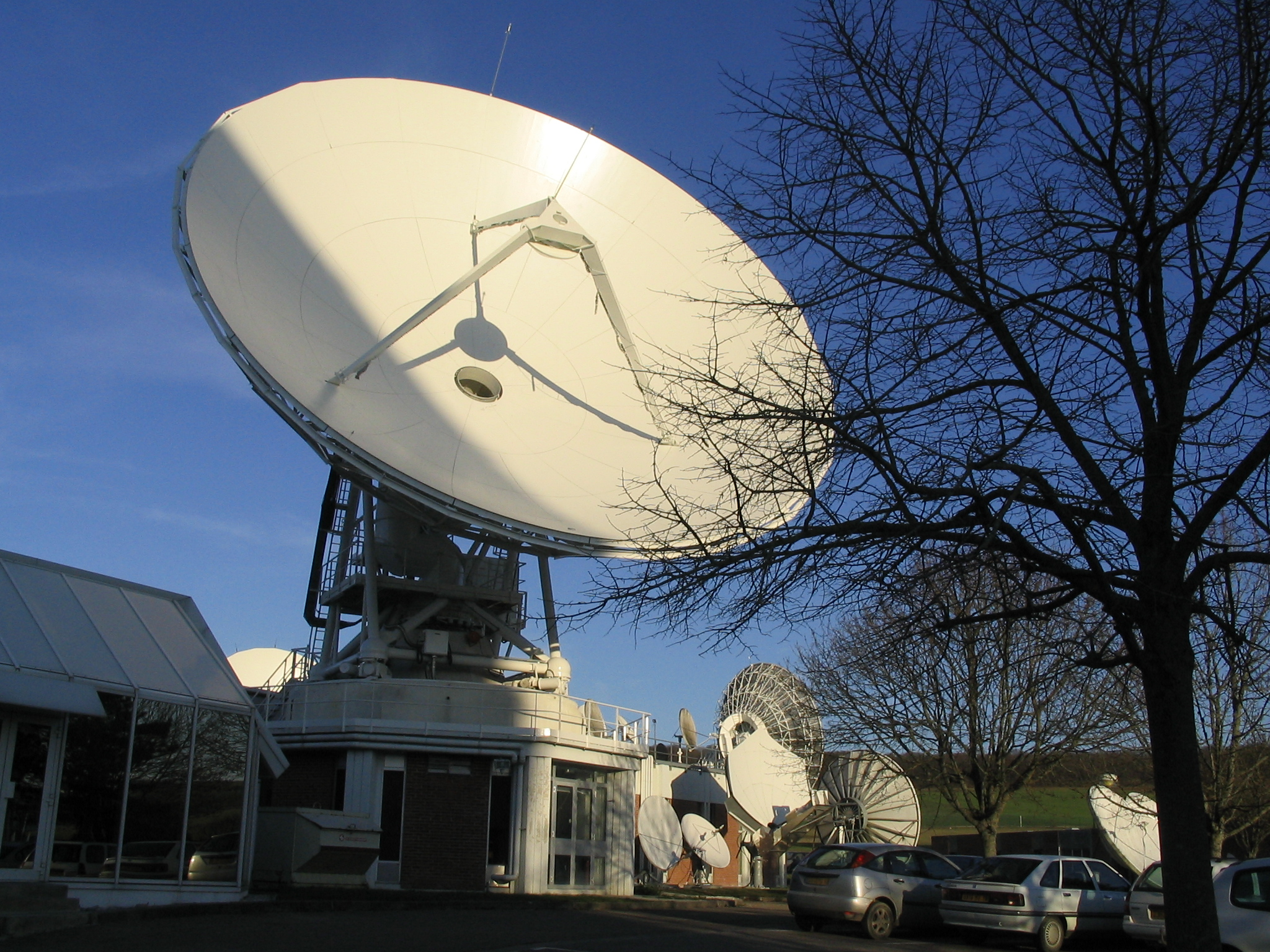
Une antenne parabolique.
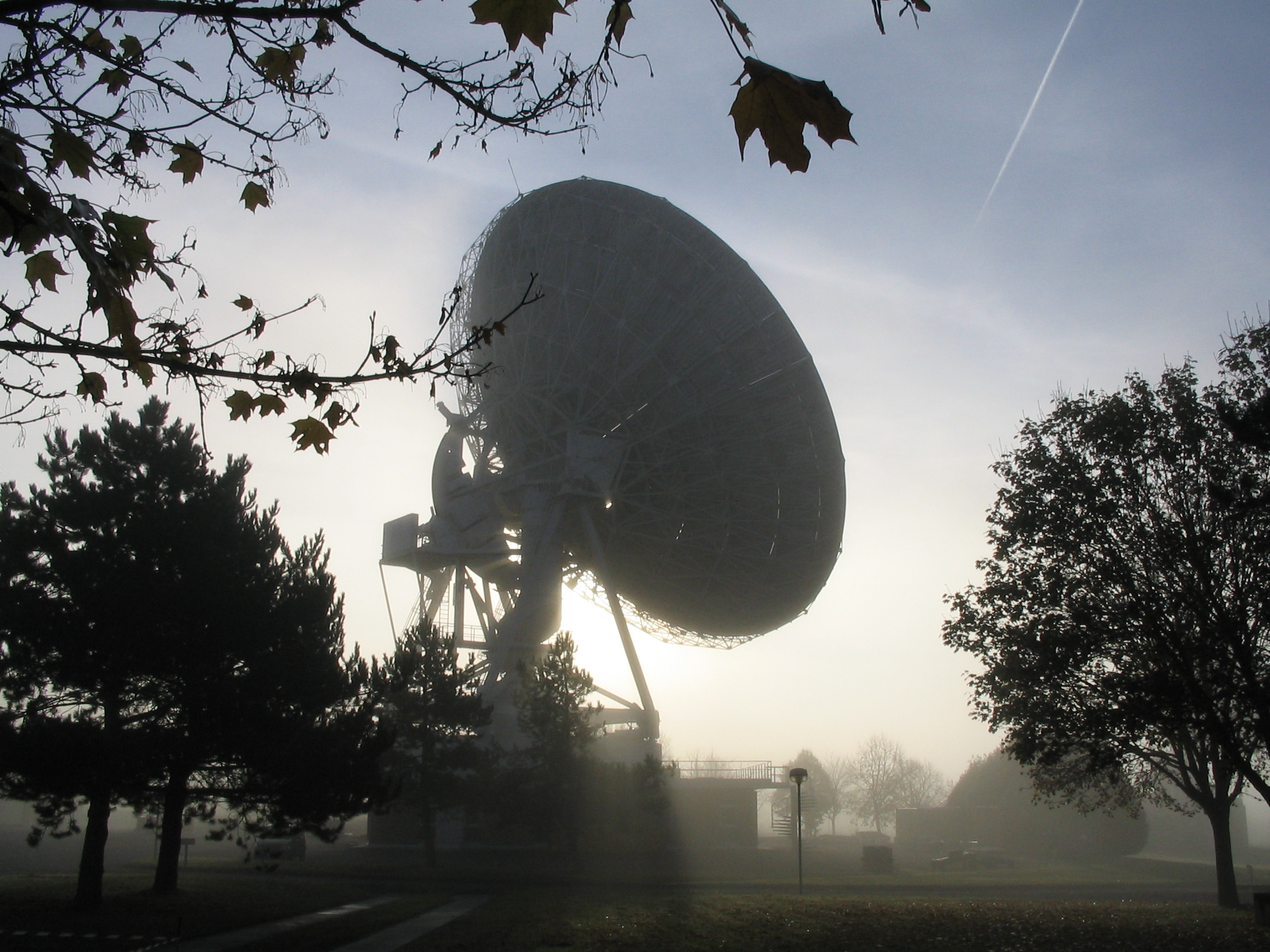
Une autre antenne parabolique dans la brume du matin.
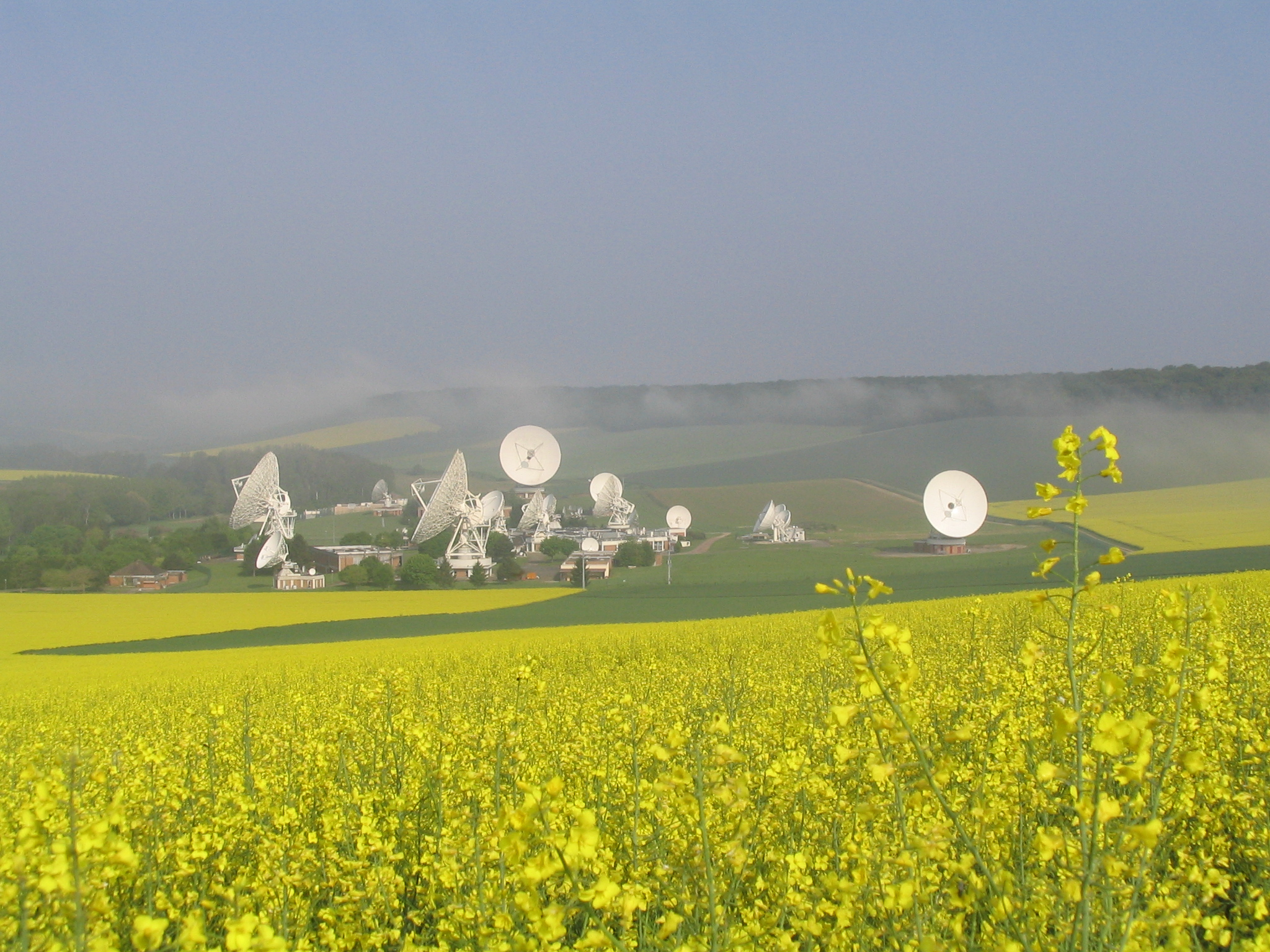
Vue d'ensemble du centre, entouré de champs de colza.

### Personnalités liées à la commune
- Augustin African Stourm (1797-1865), sénateur de l'Aube et directeur des Postes sous le Second Empire (introducteur en France du timbre-poste en 1849), y a vécu.
- Fils du précédent, René Stourm (1837-1917), inspecteur des finances, cofondateur de l'École libre des sciences politiques, secrétaire perpétuel de l'Académie des sciences morales et politiques, y a longtemps séjourné.
- Petit-fils du précédent, le physicien Louis Leprince-Ringuet (1901-2000), membre de l'Académie française et de l'Académie des sciences, y passait ses vacances et y a notamment préparé le concours d'entrée à l'École polytechnique.
- Le peintre romantique Louis Cabat (1812-1893), gendre par alliance d'Augustin African Stourm, y a vécu et en a peint de nombreux paysages.